# 山内弘一
山内 弘一（やまうち こういち、1952年 - ）は、日本の歴史学者、上智大学文学部教授。専攻は、朝鮮王朝史、朝鮮儒教。
1976年東京大学文学部東洋史学科卒業。1978年東京大学人文科学研究科東洋史学専門課程修士修了。1983年東京大学人文科学研究科東洋史学専門課程博士単位取得満期退学。

## 著書
- 朝鮮からみた華夷思想 山川出版社 2003年

## 共編著
- 朱子文集固有名詞索引　東豊書店 1980年
- 朝鮮の歴史　放送大学教育振興会 1990年
- 規範と統合　岩波書店 1990年
- 朝鮮社会の史的展開と東アジア　山川出版社 1997年
- 朝鮮史　山川出版社 2000年
- 知識人の諸相―中国宋代を基点として　勉誠出版 2001年
- 歴史家の工房 上智大学出版部 2003年
- 日本所在朝鮮戸籍関係資料解題　東洋文庫 2004年
- 歴史における知の伝統と継承　山川出版社 2005年
- 歴史家の散歩道　ぎょうせい 2008年
- 講座 東アジアの知識人 1 文明と伝統社会　有志舎 2013年
- 歴史家の窓辺　ぎょうせい 2013年

## 受賞
- 東方学会賞　1986年